# 一色持範
一色 持範（いっしき もちのり）は、室町時代の武将。式部一色家の祖。

## 概要
一色満範の庶長子。室町幕府4代将軍・足利義持の偏諱を受け、持範と名乗る。父満範が応永16年（1409年）正月に没すると、その後継を巡って次弟義貫 (義範)と争う。
持範には旧若狭国・三河国守護代で満範に滅ぼされた小笠原氏の残党が支持勢力として付いたらしいが、義貫側は幕府の支持も取り付け、結局和睦することになった。『若狭国守護職次第』では和睦の時期を応永18年（1411年）6月の事とする。ただし、和睦の結果、丹後国守護職は持範、若狭守護職には義貫がなったという『系図纂要』の記述は誤りで、持範は終生守護職に就くことなく終わった。
持範の系統は一色宗家の守護国であった三河・丹後の分郡守護や代官を務めていたが、将軍家直属軍である奉公衆も兼ね、室町御所にも出仕した。さらに織田信長、豊臣秀吉に仕えた後、江戸幕府の旗本となった。ただし、旗本になった系統は足利義政に一色の名字を与えられた犬懸上杉家の一族とする説もある。